# Mercato
Mercato ist der 10. von den 30 Stadtteilen (Quartieri) der süditalienischen Hafenstadt Neapel. Er liegt direkt östlich des Historischen Zentrums (Centro Storico) und gehört sozioökonomisch gesehen zu den ärmeren Stadtteilen des Zentrums von Neapel.

## Geographie und Demographie
Mercato grenzt es an die benachbarten Stadtteile Zona Industriale und Pendino.
Mercato ist 0,39 Quadratkilometer groß und hatte im Jahr 2009 10.845 Einwohner.